# I Got You (album des Jungle Brothers)
Pour les articles homonymes, voir I Got You.
Albums de Jungle Brothers
This Is...
(2005)
I Got You est le septième album studio des Jungle Brothers, sorti le 8 mars 2006, uniquement au Japon.

## Liste des titres
| No  | Titre                    | Durée |
| --- | ------------------------ | ----- |
| 1.  | Back on the Road         | 4:08  |
| 2.  | Beats on a String        | 4:40  |
| 3.  | Come Down                | 2:56  |
| 4.  | Down Right Funk          | 3:04  |
| 5.  | Funky Magic              | 3:58  |
| 6.  | Back to the Ol School    | 3:39  |
| 7.  | My Streets on Fire       | 4:23  |
| 8.  | Ital Stew (Skeewiff Mix) | 4:13  |
| 9.  | I Got U                  | 2:42  |
| 10. | Sunshine                 | 3:44  |
| 11. | Take It Back             | 3:14  |
| 12. | We Love You JB's         | 4:04  |